# Nowe Dymaczewo
Nowe Dymaczewo (prononciation : [ˈnɔvɛ dɨmaˈt͡ʂɛvɔ], en allemand : Neusee) est un village polonais de la gmina de Mosina dans le powiat de Poznań de la voïvodie de Grande-Pologne dans le centre-ouest de la Pologne.
Il se situe à environ 6 kilomètres à l'ouest de Mosina (siège de la gmina) et à 22 kilomètres au sud de Poznań (siège du powiat et capitale régionale).

## Histoire
De 1975 à 1998, le village faisait partie du territoire de la voïvodie de Poznań.

Depuis 1999, Nowe Dymaczewo est situé dans la voïvodie de Grande-Pologne.
Le village possède une population de 302 habitants en 2014.